# Списак извођача денс музике у СР Југославији
Списак извођача денс музике у СР Југославији:
- Acme
- Адриана Меј
- Аксел
- Алекс Д
- Алфа тим
- Аријана
- Аут
- Афтер шејв
- Б-3
- Баша
- Бит стрит
- Бони и Клајд
- Гала
- Глориа
- Дак
- Дени
- Десна Рука
- Ди Монк
- Добар лош зао
- Доктор Иги
- Дрим Тим
- Ђогани
- Ела Би
- Енергија
- Зорана Павић
- Иван Гавриловић
- К2
- Калдо
- К.Е.Ш
- Кнез
- Код 71588
- Ксенија Пајчин
- Леонтина Вукомановић
- Лина (певачица)
- Луна
- Маг
- Марија Михајловић
- Марс Венус
- Меј Деј
- Миленијум
- Моби Дик
- Моделс
- Мозаик
- Нон Плус Ултра
- N.S.G. Flash
- Оливер Стоиљковић
- P.S. Baby Face
- Ребус
- Роберт Рајчић Роби
- Sexpress
- Славица Трипуновић Дајана
- Соња Митровић Хани
- Тап 011
- Твинс
- Тим
- This Beat
- Trik FX
- Фанки Хаус Бенд
- Фанки Џи
- Флејм
- Фм
- Фокус
- W-Ice & Power Team
- Црна ружа